# Transporter 3
Transporter 3 és una pel·lícula francesa d'acció estrenada el 2008. És la tercera pel·lícula de la saga de Transporter, i la primera que no va ser distribuïda per 20th Century Fox als Estats Units. Tots dos, Jason Statham i François Berléand, representen els papers de Frank Martin i l'inspector Tarconi respectivament. Aquesta és la primera pel·lícula de la saga dirigida per Olivier Megaton. La pel·lícula continua la història de Frank Martin, un "transporter" (transportista) professional que ha tornat a França per continuar amb el seu petit negoci de lliurament de paquets sense preguntes.
Aquesta pel·lícula ha estat doblada al català.

## Argument
Sota restricció (un braçalet explosiu fixat al seu canell), Frank Martin, un transportista reputat, ha de transportar dos sacs i acompanyar una jove Ucrainiana de Marsella a Odessa. Tot i que Frank ignora tot de la identitat de la noia i del contingut dels sacs, s'implica a poc a poc en un viatge d'alt risc en el qual va descobrint el que està en joc.

## Repartiment
- Jason Statham: Frank Martin
- Natalya Rudakova: Valentina Vasilev
- François Berléand: Tarconi
- Robert Knepper: Jonas Johnson
- Jeroen Krabbé: Leonid Vasilev
- Alex Kobold: L'ajudant de Leonid
- David Atrakchi: Malcom Manville
- Yann Sundberg: Flag
- Eriq Ebouaney: Ice
- David Kammends: El conductor del mercat
- Silvio Simac: Mighty Joe
- Timo Dierkes: Otto
- Katia Tchenko: La secretària de Leonid
- Mike Powers: Americà n°1
- Philippe Maymat: Americà n°2
- Franck Neel: Americà n°3
- Semmy Schilt: El gegant

## Rebuda
- "Aquesta tercera part és la bomba...i no en el bon sentit"[3]
- "És tan dolenta que acaba sent bona"[4]
- "La més fluixa de la saga"[5]